# Jumpei Arai (futbolista nacido en 1994)
Jumpei Arai (新井 純平 Arai Jumpei?, nacido el 12 de noviembre de 1994 en Saitama) es un futbolista japonés que se desempeña como defensa.

## Trayectoria

### Clubes
| Club        | País  | Año    |
| ----------- | ----- | ------ |
| Yokohama FC | Japón | 2017 - |

## Estadística de carrera

### J. League
| Club        | Año   | J. League | J. League | Copa J. League | Copa J. League | Total | Total |
| Club        | Año   | Part.     | Goles     | Part.          | Goles          | Part. | Goles |
| ----------- | ----- | --------- | --------- | -------------- | -------------- | ----- | ----- |
| Yokohama FC | 2017  | 16        | 1         | -              | -              | 16    | 1     |
| Total       | Total | 16        | 1         | 0              | 0              | 16    | 1     |